# José Luis Lamadrid
José Luis Lamadrid (3. července 1930 Ciudad de México – 3. října 2021) byl mexický fotbalista, útočník.

## Fotbalová kariéra
V mexické lize hrál za Real Club España, Club América, Club Necaxa a Deportivo Toluca FC. Za reprezentaci Mexika nastoupil v letech 1952–1954 v 7 utkáních a dal 5 gólů. Byl členem mexické reprezentace na Mistrovství světa ve fotbale 1954, nastoupil ve 2 utkáních a dal 1 gól.

## Ligová bilance
| Ročník                  | Zápasy | Góly | Klub                |
| ----------------------- | ------ | ---- | ------------------- |
| 1. mexická liga 1949/50 | -      | -    | Real Club España    |
| 1. mexická liga 1950/51 | -      | -    | Club América        |
| 1. mexická liga 1951/52 | -      | -    | Club Necaxa         |
| 1. mexická liga 1952/53 | -      | -    | Club Necaxa         |
| 1. mexická liga 1953/54 | -      | -    | Club Necaxa         |
| 1. mexická liga 1954/55 | -      | -    | Deportivo Toluca FC |
| 1. mexická liga 1955/56 | -      | -    | Club América        |
| CELKEM 1. liga          | -      | -    |                     |